# XO-4b
XO-4bはやまねこ座の方角に約956光年の位置にある太陽系外惑星である。McCulloughにより2008年にトランジット法で発見された。質量は木星の1.521倍、半径は木星の1.29倍である。F型主系列星である親星の非常に近くを公転しているホットジュピターである。
XO-4bは親星からわずか83億kmの距離を99時間で公転している。ホットジュピターに典型的なように、真円度0.9976のほぼ円形の軌道を描いている。この惑星は大気上層にリチウム、ナトリウム、カリウムからなる雲を、大気下層にケイ素からなる雲を持っていると考えられている。

## 名称
2019年、世界中の全ての国または地域に1つの系外惑星系を命名する機会を提供する「IAU100 Name ExoWorldsプロジェクト」において、XO-4b はエストニアに割り当てられる系外惑星となった。このプロジェクトは、「国際天文学連合100周年事業」の一環として計画されたイベントの1つで、エストニア国内での選考、国際天文学連合 (IAU) への提案を経て太陽系外惑星とその主星に固有名が承認されるものであった。2019年12月17日、IAUから最終結果が公表され、XO-4はKoit、XO-4bはHämarikと命名された。いずれもエストニア語での天文用語にちなんでおり、Koitは太陽が昇る時間帯である「夜明け」、Hämarikは太陽が沈む時間帯である「日没」や「夕暮れ」を意味する。